# Narasaki (cantante)
Narasaki, pseudonimo di Nobuki Narasaki (奈良崎 伸毅?, Narasaki Nobuki; Tokyo, 3 aprile 1969), è un cantante, musicista e compositore giapponese, frontman e chitarrista del gruppo alternative rock Coaltar of the Deepers.
Particolarmente attivo nell'industria musicale giapponese, nel 1999 ha fondato il progetto Sadespere Record e collabora altresì con i gruppi Tokusatsu, The Runaway Boys e Astrobrite. Ha lavorato come produttore con decine di artisti facenti parte la scena musicale nipponica, tra i quali Momoiro Clover Z e Babymetal, e scritto la musica per serie televisive, anime e spot pubblicitari.

## Biografia
Narasaki nasce a Tokyo nel 1969. A diciannove anni forma la band hardcore Rinjū Zange, entrando successivamente a far parte dei Def.Master. Nel 1991 fonda la band alternative rock Coaltar of the Deepers, diventandone il frontman dopo che il cantante Watanabe lascia il gruppo nel 1992. Nel 1999 si riavvicina alla musica techno dando vita, sotto lo pseudonimo di Gorō Watari, al side project Sadespere Record, insieme all'ex componente dei Melt-Banana Watchman.
Nel 2000 entra a far parte come chitarrista dei Tokusatsu, un quintetto rock nato dall'idea dell'allora cantante dei Kinniku Shōjo Tai Kenji Ōtsuki. A metà degli anni duemila prende parte ad altri due progetti musicali, The Runaway Boys, con Kyo dei D'erlanger, e Astrobrite, progetto internazionale di impronta shoegaze.
In qualità di produttore Narasaki ha fornito la sua musica a un gran numero di artisti facenti parte la scena musicale nipponica, tra i quali Momoiro Clover Z e Babymetal (sotto lo pseudonimo di Narametal), e scritto la musica per spot pubblicitari, serie televisive e anime come Paradise Kiss e Boogiepop Phantom.

## Discografia

### Con i Coaltar of the Deepers
- 1994 - The Visitors from Deepspace
- 1998 - The Breastroke
- 1998 - Submerge
- 2000 - Come Over to the Deepend
- 2001 - No Thank You
- 2002 - Newave
- 2007 - Yukari Telepath
- 2010 - The Breastroke II

### Con i Sadesper Record
- 1999 - Externalization 1
- 2004 - A Sort of Sound Tracks for U.F.O.

### Con i Tokusatsu
- 2000 - Bakutan
- 2000 - Nuigulumar
- 2001 - Agitator
- 2002 - Hajimete no Tokusatsu Best vol.1
- 2003 - Homme Riser
- 2004 - Natsuban
- 2005 - Wata-ippai no ai o!
- 2006 - Loco! Omou no mama ni
- 2011 - 5nen go no sekai
- 2012 - Panagia no onkei

### Con gli Astrobrite
- 2002 - Super Crush
- 2005 - Pinkshiny Ultrablast
- 2007 - Whitenoise Superstar

## Collaborazioni in qualità di produttore
- Akira Kushida
  - 2010 - Tora no pride
- Babymetal
  - 2012 - Headbanger!!
  - 2013 - Catch Me If You Can
- CQ
  - 2015 - What a Cruel World's End e.p
- Crush Tears
  - 2010 - Crush Tears
- Fuction Code
  - 2007 - Undying Love
  - 2008 - Heroine
- Kenji Ōtsuki e Zetsubō Shōjotachi
  - 2007 - Hito to shite jiku ga bureteiru
  - 2007 - Buta no gohan
  - 2008 - Kūsō rumba
  - 2008 - Kakurenbo ka onigokko yo
  - 2009 - Ringo mogire beam!
  - 2009 - Kimagure Akubi-chan
- Keytalk
  - 2015 - Hot!
- Kyo
  - 2001 - Super Creeps
- Meg
  - 2012 - Trap
- Metronome
  - 2004 - Unknow
- Momoiro Clover Z
  - 2010 - Pinky Jones
  - 2011 - Ame no tajikarao
  - 2011 - Mirai bowl/Chai Maxx
  - 2012 - Lost Child
  - 2012 - Kuroi shūmatsu
  - 2013 - Birth Ø Birth
  - 2013 - Gounn
  - 2015 - "Z" no chikai
- Mucc
  - 2008 - Shion
- Plastic Tree
  - 2002 - Träumerei
  - 2003 - Shiro chronicle
- Roman Porsche.
  - 2004 - Ōchi ga kajida yo! Roman Porsche.
  - 2006 - Otoko wa hashi o tsukawanai
  - 2010 - The Park
- Show Wesugi
  - 2006 - Toys! - Scrambled mix
  - 2006 - Spoils
- Sumire Uesaka
  - 2014 - Parallax View
- Wasure ran'nee yo
  - 2015 - Inu ni shite kure